# Британско-итальянские отношения
Британско-итальянские отношения — двусторонние отношения Италии и Великобритании в политической, экономической и иных сферах.

## История
Британское правительство оказало моральную и дипломатическую поддержку «Рисорджименто» (Объединение Италии) и созданию современного итальянского государства, преодолев значительную международную оппозицию. Знаменитый герой объединения Джузеппе Гарибальди был широко известен в Британии, с пиком в 1861 году. 
В 1915 году Италия и Англия заключили Лондонский пакт и вступили в формальный союз 26 апреля 1915 г. После этого Великобритания, Италия и остальные союзные страны выиграли Первую мировую войну. Во время той войны британская разведка субсидировала деятельность Бенито Муссолини. После того, как Муссолини пришел к власти благодаря фашистской повестке дня, он был первоначально принят Великобританией, с пактом Хора-Лаваля, допускавшим расширение сферы влияния итальянской Эритреи на всю Абиссинию (современное Эфиопия ). Однако, непопулярность договора вынудила Хора уйти в отставку, и будущие британские правительства проявили еще большее сопротивление. 
В конце 1920-х годов премьер-министр Италии Б. Муссолини все более настойчиво говорил об имперской экспансии, утверждая, что Италии нужен выход для своего «избыточного населения», и поэтому помощь в этом расширении будет в лучших интересах других стран. Хотя это не входило в число его публично провозглашенных целей, Муссолини хотел бросить вызов превосходству Великобритании и Франции в Средиземном море, которое считалось стратегически важным, поскольку Средиземное море было единственным каналом Италии к Атлантическому и Индийскому океанам. 
1930-е — 1940-е: 
10 июня 1940 года Италия объявила войну Великобритании и Франции (см. Муссолини, Бенито#Отношения с Третьим рейхом, Италия во Второй мировой войне) 
С 1973 по 2020 год (когда Великобритания вышла из ЕС) обе страны являлись членами ЕС, с общим рынком труда, капитала, рабочей силы, услуг.

## Дипломатические отношения
3 апреля 2014 года королева Великобритании Елизавета II посетила с официальным визитом Ватикан. Во время визита королева встретилась с президентом Италии Джорджо Наполитано.
11-13 июня 2021 года председатель Совета Министров Италии Марио Драги посетил Карбис Бэй с целью участия на 47-м саммите G7. Драги провёл двустороннюю встречу с Борисом Джонсоном.
С 1 по 12 ноября 2021 года Драги принимал участие в Конференции ООН по изменению климата (2021), проходившей в Глазго.

## В области экономики
Действует отделение Итальянского Торгового Агентства в Лондоне, Торговая палата.
В 2020 году объём экспорта Италии в Великобританию составил 24,9 млрд евро. Импорт составил 10,6 млрд евро.

## Правовое положение граждан
После брексит с 2020 года для граждан Великобритании, посещающих Италию, для пребывания в Италии более 3 месяцев требуется регистрация и получение декларации о праве на проживание.

## В области культуры
Итальянский язык является 5-м по популярности изучения в университетах Великобритании.
Несколько университетов Великобритании предлагают полное обучение на итальянском языке, в том числе университет Рединга, Манчестера, Бирмингема, Дюрхем, Оксфорд, Кембридж, Ст. Эндрюс, Эдинбург.
Действует Ассоциация изучения Италии.
Действуют Институты культуры Италии в Лондоне и Эдинбурге.
Действует Атташе по научному и технологическому сотрудничеству, научный офис в Лондоне, Ассоциация Итальянских учёных Великобритании.